# Rédly Pál
Nemespanni Rédly Pál (Dunamocs, 1902. december 1. – Budapest, 1989. december 19.) magyar gépészmérnök, tanár, számos gépészeti tankönyv szerzője.

## Élete
Dédapja Rédly Károly (1791-1854) nagysallói és pozsonyi számtartó, majd esztergomi érseki főszámvevő, atyja Redl Ignác Hont vármegyei sebész érdemeire való tekintettel Rudnay Sándor hercegprimástól 1823. április 2-án egyházi nemességet és Nemespannon birtokadományt kapott. Nagyapja Rédly Gyula (1826-1911) prímási uradalmi felügyelő, a Földhitel Intézet birtokbecslő szakértője. Édesapja Rédly Gyula (1865-1938) hercegprímási uradalmi jószágfelügyelő. Rédly Gyula, a helyi prímási uradalom intézője, és Mezey Jusztina (1874-1944) ötödik gyermeke.
Dolgozott a Ganz és Társa Villamossági Rt-nél, majd 1926-tól a Technológiai és Anyagvizsgáló Intézet vas- és fémipari, valamint a fegyvervizsgálati osztályára került, ahol 1933-ban osztályvezető lett. Ebben az intézetben dolgozott negyvenkét éven keresztül, egész 1968. évi nyugdíjba vonulásáig.
Szolgálati ideje alatt az intézetet átszervezték, illetve átnevezték Kereskedelmi Minőségellenőrző Intézetté. A szocialista rendszerben vallásossága és pap fia (Elemér) miatt rövid időre mellőzték, de szakmai tudását nem tudták nélkülözni, így 1955-től intézetvezető helyettes főmérnökként irányította az intézet műszaki és tudományos munkáját. Főállása mellett lett a magyar autóstársadalom kiemelkedő alakja. Az intézet épületében a KERMI mellett két autós intézmény is működött: az Országos Automobil Kísérleti Állomás (OAKÁ, a későbbi ATUKI, illetve Közlekedéstudományi Intézet) és az Állami Gépjárművezető-képző Tanfolyam. Rédly Pál mindkettőben meghatározó szerepet vitt. Először az OAKÁ-ban mint fejlesztőmérnök, később mint igazgató tevékenykedett. Itt többek között közreműködött, illetve irányító szerepet vitt a negyvenes években a fagázüzemű teherautó fejlesztésben, melyet a háború alatti benzinhiány tett szükségessé. 1928-tól tanár a Gépjárművezető-képző Tanfolyamon, amelynek jogutódját az Állami Autóműszaki Intézetet 1945-ben újjászervezte és igazgatója lett.
Széles körű szakmai irodalmi munkássága során sok tudományos cikke és tanulmánya jelent meg, metallográfiával, anyagvizsgálattal, fegyvervizsgálattal kapcsolatban. A gépjárművekkel kapcsolatos szakirodalmi tevékenysége főleg a tankönyvek írására terjedt ki, amelyekből több generáció tanult. Első műve, a kérdés felelet formában készült A gépjárművezetői vizsga műszaki ismeretei 5 kiadást ért meg. Második részletesebb műve A gépkocsik szerkezete és kezelése a hivatásos gépjárművezetők részére készült és 6 kiadást ért meg. Írt tankönyveket autószerelők, valamint technikusok számára is. Ezek több évtizeden keresztül használatban voltak.
Rédly Pál Budapesten hunyt el 1989. december 19-én. Szentendrén nyugszik.
Felesége: Császár Margit (1904-1987), gyermekei: Mária (1928-1945), Pál (1929-1944), Jusztina (1931-2023), László (1933-   ), Elemér. és Dénes (1937-2010)

## Művei
- 1951 A gépkocsik szerkezete és kezelése. Budapest. (tsz. Csajághy Antal)
- 1962 Dieselmotoros gépkocsik gazdaságos üzeme. Budapest. (tsz. Csajághy Antal - Feuer Ferenc)